# Mano Peluda
Mano Peluda es uno de los personajes característicos de la Televisión Chilena de la década de los años 90. 
Es un títere o marioneta de guante creado el 14 de febrero de 1993 para el programa OK. de UCV Televisión, que representó una innovación respecto a la conducción de programas de vídeo musicales, algo hasta ese entonces limitado a los animadores de TV convencionales. El animador de carne y hueso del programa era el periodista Jorge Muñoz.
La televisión en Chile, a comienzos de los años 90, empezó a dejar de utilizar los esquemas conservadores que existían desde sus inicios (1957), algo que en UCV TV ya innovaban a fines de los años 80 con otro programa de vídeoclips, Telemanía (conducido inicialmente por el animador Leo Caprile).
La participación de Mano Peluda, de caracácter jovial y semi infantil, llama la atención tanto de la audiencia como de las bandas musicales nacionales entrevistadas en el programa, creando una serie de mitos en torno al personaje, desde sus amplios conocimientos musicales como quién realmente estaba detrás de la marioneta.
Sin embargo Mano Peluda era gobernada por el productor y programador de OK., Rodrigo Ferrada.
El personaje ha sido de los pocos títeres que han sido invitados a otros programas de la televisión en Chile (Más Música, Plaza Italia, Fantasilandia y Viva la Mañana del 13, entre otros) creando todo un precedente en el medio, algo que vería su expresión máxima con la aparición del programa 31 minutos de TVN.
Posteriormente participó como coanimador en otros programas de video música transmitidos por UCV Televisión: "Música de Los 80" junto al periodista Caco Montt (2002) y "Tu Programas" con su sección "Onda Freak" (2005-06).
Durante 2016 y 2017, el programa OK. tuvo una su reedición 20 años después con 2 temporadas, como OK 2.0 con la participación del elenco y producción original. 
- Datos: Q5991601